# Ficus edanoi
Ficus edanoi är en mullbärsväxtart som beskrevs av Elmer Drew Merrill. Ficus edanoi ingår i släktet fikonsläktet, och familjen mullbärsväxter. Inga underarter finns listade i Catalogue of Life.